# 自動警戒管制組織

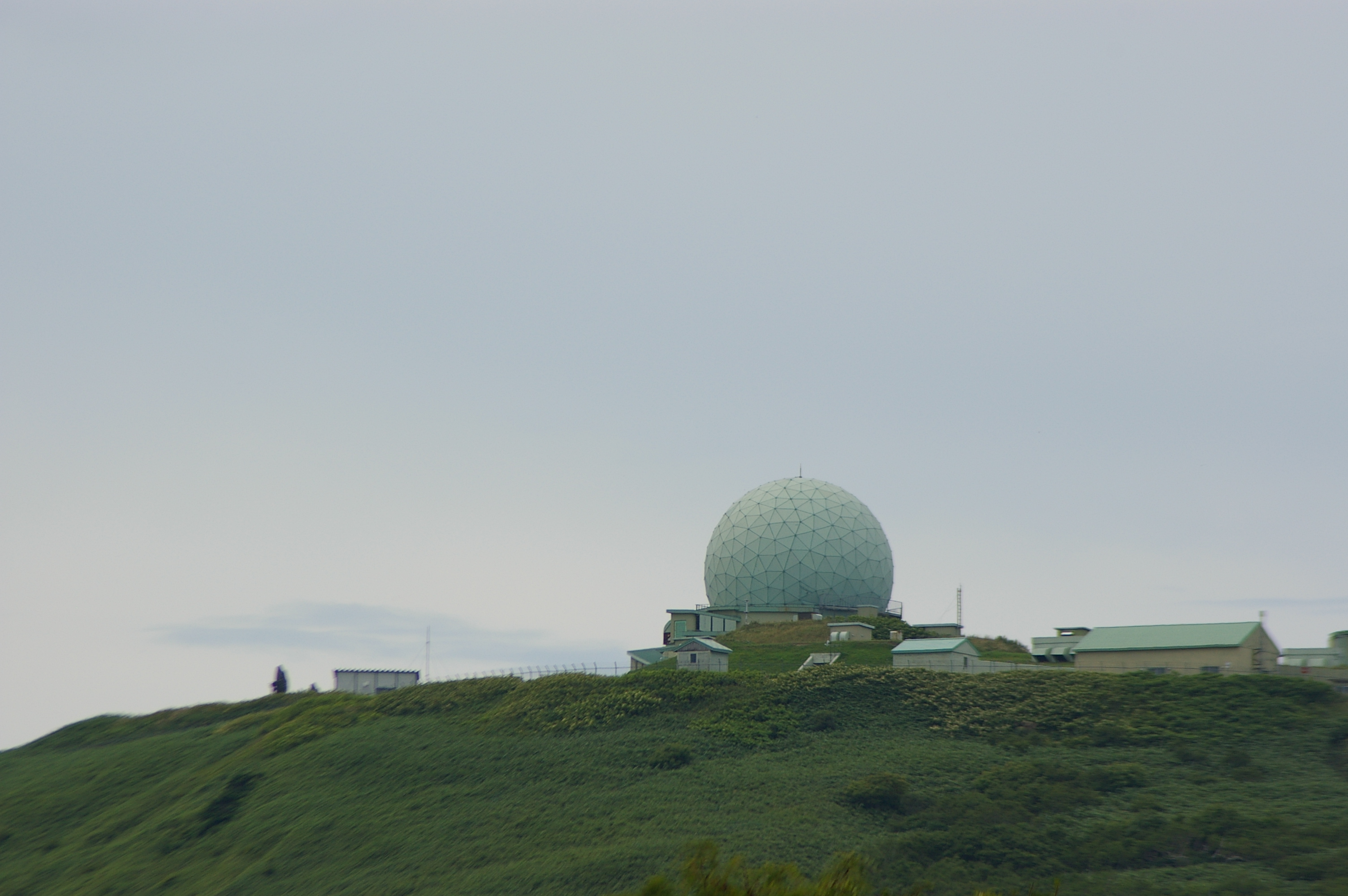
BADGEシステムの一端を担うレーダーサイト

自動警戒管制組織（じどうけいかいかんせいそしき、BADGE：Base Air Defense Ground Environment）は、1969年から2009年まで運用されていた航空自衛隊の防空指揮管制システム。略称はバッジ・システム。自動化された航空警戒管制システムであり、指揮命令、航空機の航跡情報等を伝達・処理する全国規模の戦術指揮通信システム（コンピュータシステム）である。
2009年7月1日に、後継の自動警戒管制システム（JADGE：Japan Aerospace Defense Ground Environment、略称：ジャッジ）に換装された。

## 来歴
1954年7月1日に発足した航空自衛隊は、その6年後の1960年7月より、自力での航空警戒管制組織の運用に着手した。当時の防空体制は、F-86DおよびF-86F戦闘機を要撃機としていたが、警戒管制は下記のような手動運用方式であった。
1. 目標発見 - 防空監視所（SS）に設置されたレーダーのスコープ上で監視係員が発見
2. 航跡情報表示 - SSから音声で報告を受け、防空指令所（DC）の表示係員が手書きで大型表示板に表示
3. 識別 - 大型表示板に表示された航跡情報表示をもとに識別係員が敵味方識別
4. 要撃 - 管制官が音声により要撃機に指令

その後、1961年7月18日に決定された第2次防衛力整備計画では、新戦闘機（F-X）としてのF-104Jやナイキ・エイジャックスなど、新たな防空手段の導入が決定されたことから、これとあわせて、航空警戒管制組織の自動化が模索されることとなった。これに応じて導入されたのがBADGEシステムである。
1962年度より採用機種の検討が進められ、ゼネラル・エレクトリック（GE）、リットン社、ヒューズ社の3社が技術提案を行った。二度に渡り調査団が派米されるなど慎重に検討が進められ、1963年7月1日、ヒューズ社が提案した戦術航空火器管制システム（Tactical Air Weapon Control System, TAWCS）の採用が決定された。決定理由は「完成が遅れることがあっても、ヒューズ社の提案が要求を満たし、費用が最低である」という点であった。
なお、1964年12月4日に締結された政府間合意に基づき、本システムの開発にはアメリカからの財政支援がなされている。

### 情報漏えい事件
1960年代前半、最初のシステムの受注をめぐり、米メーカー・日本輸入商社・日本メーカーが3つのグループ、ゼネラル・エレクトリック-三井物産-東芝、リットン-日商岩井-三菱電機、ヒューズ-伊藤忠-日本電気（日本アビオトロニクス）に分かれ競い合った。1963年4月の決定直前に大幅値引きをしたヒューズが130億円で受注した（GEは207億円、リットンは170億円）。その後1966年から1967年にかけて怪文書が出回り、1968年1月に東京地検が伊藤忠を家宅捜索、3月に防衛庁警務隊が航空幕僚監部防衛課長の一佐を逮捕、3日後に上司の空将補が謎の自殺を遂げた。受注を競い合っていた時期に一佐から伊藤忠に膨大な機密情報が漏れたとされ、その後一佐は自衛隊法違反で起訴、実刑となった。最低価格で受注契約したはずのヒューズのシステムであったが、その後電子妨害防止装置などを追加したため、1968年完成時までにかかった費用は当初受注額のほぼ2倍の253億円となった。
- 瀬島龍三（陸士44期卒、伊藤忠取締役業務本部長としてバッジシステム受注競争を指揮、受注競争が始まる直前の1960年に旧陸軍技術将校出身の航空幕僚監部技術情報班長を伊藤忠にスカウト。）
- 浦茂（陸士44期卒、航空幕僚監部防衛部長・バッジシステム導入のための調査団長として、1963年アメリカ視察、最終報告を行う。後に航空幕僚長。情報漏えい事件発覚時は丸紅に天下っていた。）

## BADGE
ヒューズ社がアメリカ海軍向けに開発した海軍戦術情報システム（NTDS）の改良型であるTAWCSをベースとして、日本アビオトロニクス（現：日本アビオニクス）社が航空自衛隊向けにカスタマイズしたものである。1964年12月に「航空警戒管制組織の自動化」として受注、1968年3月に領収され、点検評価を経て、1969年3月26日から、まず全防衛区域で昼間8時間の運用が開始された。

### 構成

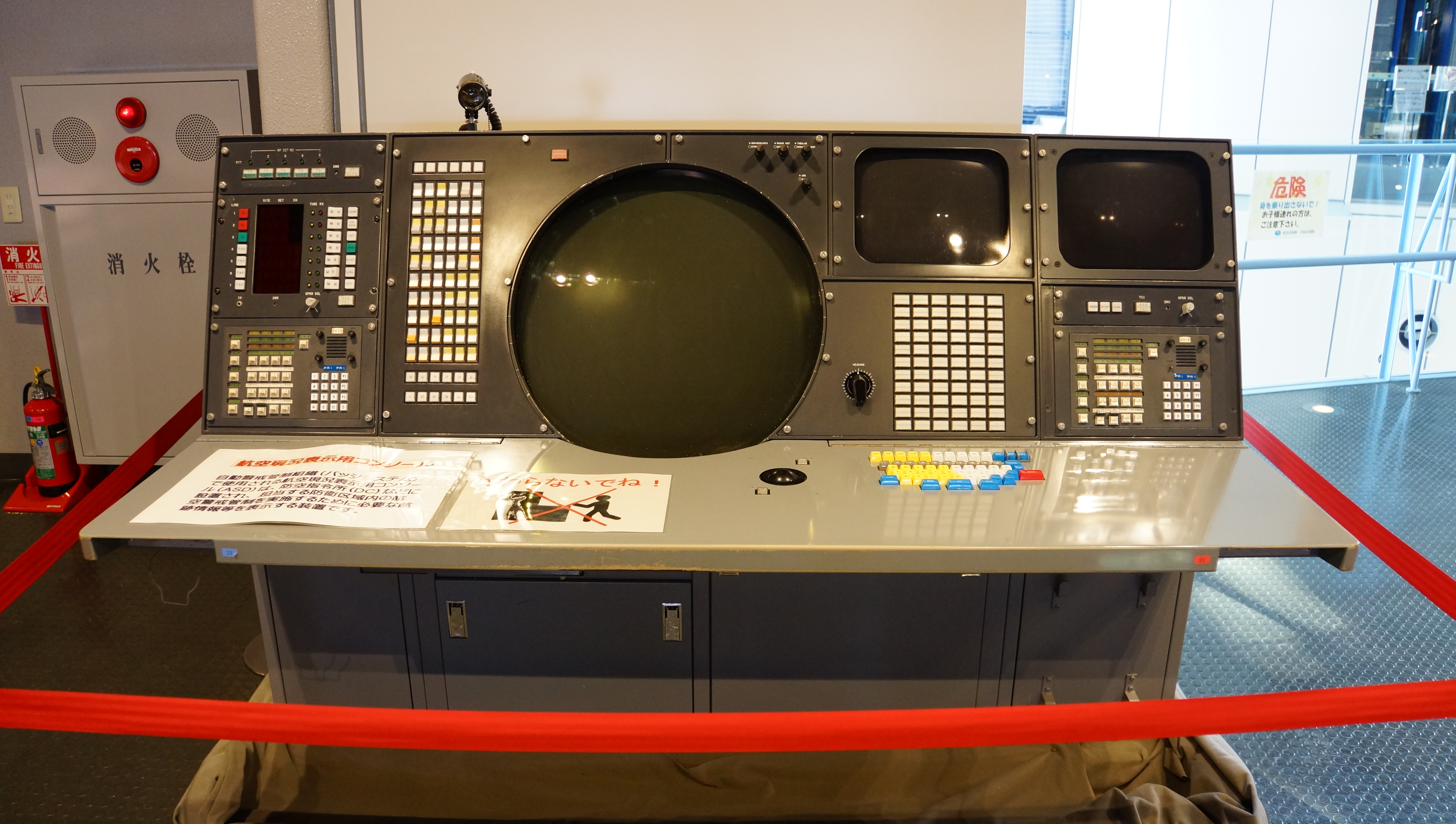
バッジ・システム　航空現状表示用コンソール

当時府中基地に所在していた航空総隊作戦指揮所（COC）がトップとして、システム全体を統括した。当時、航空方面隊ごとに北部・中部・西部の3個防衛区域が設定されており、それぞれに防空管制所（CC）が設けられていた。実際にBADGEの警戒管制機能の中核となり、要撃機や地対空ミサイルへの指令を担当する防空指令所（DC）もこれに併設されるが、中部防衛区域のみ、笠取山分屯基地と峯岡山分屯基地に分割されていた。なお、システムはアメリカ軍のシステムとも連接されていたが、政治的な理由により、この計画は西太平洋北部情報利用プログラム（WESTPACNORTH Information Utilization Program）と呼称されていた。これにより、海軍戦術情報システム（NTDS）および琉球防空システム（Ryukyu Air Defense System）、韓国防空システム（Korea Air Defense System）との連接がなされていた。
主要構成器材・機能は下記のとおりであった。
RTS-IIレーダー追尾装置（Radar Tracking Station-II）
SSに設置され、捜索・測高レーダーからの情報を集中処理する。最初の自動捕捉で目標の位置を求め、続く自動追尾では追尾しながら真目標の速度・針路を計算する。これらの自動追尾は、電子攻撃（EA）や悪天候下においても継続的に実施できるよう措置されている。なお算出された目標情報は、下記の地対地データリンクを介してDC・CCに伝送される。
H-330B要撃計算機
DCに設置される大型の汎用コンピュータで、要撃諸元の計算伝送、フライトプランの挿入による自動的な各種情報の処理を行う。なおマンマシンインタフェースとしては、監視統制・識別・指揮・兵器割当・要撃管制の各コンソールのほか、戦術状況を総合的に表示する大型カラー・データ・スクリーンや、各基地の気象状況・待機状況を表示するステータスボードが配された。
H-3118情報処理計算機
CCに設置された。H-330B要撃計算機とは異なり、基本的には目標情報・兵器待機状況等の表示に特化しており、連接されるコンソールも指揮用のもののみである。
HC-270地対地データリンク
SS・DC・CC間を結ぶ高速データ伝送装置。
地対空データリンク
要撃管制に必要な誘導諸元を自動的にパイロットに指示するための地上装置。UHF帯の時分割データリンク（Time Division Data Link, TDDL）を利用している。要撃機ではF-104Jより対応し、機上端末としてF-4EJではARR-670が搭載された。
組織構成は下記のようなものであった。
- 北部防衛区域
  - CC/DC - 三沢
  - SS - 当別、大湊、山田、襟裳、加茂、奥尻島、網走、稚内
  - MSS - 根室
- 中部防衛区域
  - CC - 入間
  - 峯岡防衛区
    - DC - 峯岡山
    - SS - 峯岡山、大滝根山、佐渡
    - MSS - 御前崎

  - 笠取防衛区
    - DC - 笠取山
    - SS - 笠取山、輪島、串本、経ヶ岬
- 西部防衛区域
  - CC/DC - 春日
  - SS - 背振山、見島、福江島、高畑山、下甑島、高尾山
  - MSS - 海栗島

### 運用史
運用開始直後は、DCの要撃計算機が1基のみであったことから、計算機故障時に直ちに手動運用に切替えられるよう訓練が重ねられた。またSSのレーダー追尾装置も不安定で、オペレータが目標の探知感度をこまめに調整する必要があった。その後、1975年10月1日より、要撃計算機の二重化により、24時間連続の運用体制が整備された。
なお本システムは、アメリカ空軍が1959年より稼働させていた半自動式防空管制組織（SAGE）に続いて、世界で2番目の警戒管制システムであった。本システムの成功を受けて、これを開発したヒューズ社は、北大西洋条約機構のNADGEシステムなど、この当時に世界中で就役しつつあった同種のシステム開発を席巻することとなった。

## BADGE改
初代システムは、就役当初は世界最高といわれる能力を有していたものの、1970年代後半になると、航空機の性能向上に伴う脅威の増大、および連接されている周辺システムの性能向上に追随しきれなくなってきた。このことから、防衛庁では昭和54年度より次期システムの検討に着手し、1981年8月に、日本電気など3社に対して提案要求を行った。これを受け、1982年1月には各社から提案書が提出され、評価した結果、日本電気のシステムをもとに、他2社の電子交換機と基地内通信回線を組み入れたものを採用することとされた。昭和58年度予算で所要の経費が盛り込まれ、1984年3月に、「自動警戒管制組織の近代化」として、日本電気と契約が締結された。
日本電気を主契約社として、1983年から改修が開始された。この改修は、下記のようなものであった。
- 総合的C4Iシステムへの発展
  - 指揮統制機能（CCIS）：作戦計画の作成や作戦現況表示などの処理の自動化を図る[1]
  - 通信回線統制機能（LCCM）：通信網のモニターや代替通信ルートの設定の円滑化を図る[1]
- 全般的な性能向上
  - 戦術情報処理装置の処理能力向上
  - マン・マシン・インターフェースの改良
  - 地上固定回線の光ファイバー化
- 構成の拡張・効率化
  - 防空司令所（DC: Direction Center）と防空管制所（CC: Control Center）を防空指揮所（DC）として統合し、作戦指揮と防空管制を一本化。
  - 航空幕僚監部作戦室（ASOOC）、航空団戦闘指揮所（WOC）、高射群戦闘指揮所（GOC）のシステム加入[6]
  - 南西航空警戒管制隊の本格的システム加入。那覇に4ヶ所目の防空指揮所（DC）が設置された。
  - 航空方面隊のどのDCを介してでも直接に要撃管制が行えるようになった。
- 新型機への対応
  - E-2C早期警戒機と防空指揮所（DC）とのデータリンク連接。BADGEで本来使われるTDDLではなくリンク 11によるものである。
  - F-15戦闘機への対応。F-15J側にJ/ASW-10機上データリンク装置が搭載されている。

## JADGE

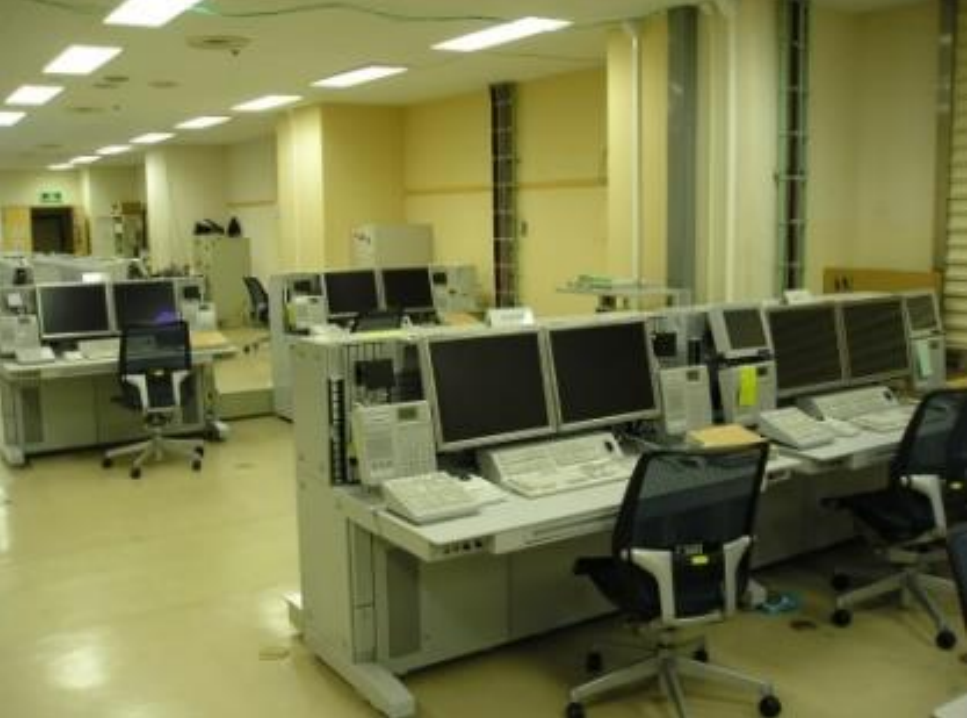
JADGEシステムの防空指令所

BADGE改システムでは指揮統制機能（CCIS）と通信回線統制機能（LCCM）の統合が図られたものの、その後のC4Iシステムの拡充に伴い、CCISは航空総隊指揮システム、またLCCMは作戦用通信回線統制システム（TNCS）として、それぞれ切り離して整備されるようになっていた。このことから、航空警戒管制機能（ADGE）に絞って近代化・機能充実を図ったのが新BADGEシステムである「自動警戒管制システム（JADGE）」である。研究開発は2002年より開始され、2007年3月20日に入間基地に配備されたのを皮切りに、各基地等の機器の更新が順次行われ、2009年7月1日に正式に運用を開始した。
JADGEとしての主な改修点は下記のとおりである。
- 分散処理アーキテクチャの採用。
- 地上回線の強化：作戦用通信回線統制システム（TNCS）の整備。
- 他システムとの互換性強化：防衛省コンピュータ・システム共通運用基盤（Common Operating Environment：略称COE）と防衛情報通信基盤（Defense Information Infrastructure：略称DII）の採用。これにより、同級システムである海上自衛隊の海上作戦部隊指揮管制支援システム（Maritime Operation Force System：略称MOFシステム）や陸上自衛隊の師団通信システム（Division Integrated Communications System：略称DICS）との相互運用性が飛躍的に向上している。

また、JADGEは、ミサイル防衛作戦において、3自衛隊の共通指揮システムとして運用されることとなっている。管制施設の特徴として従来はプロジェクター等の使用により管制室を暗くする必要があったが、液晶ディスプレイ等の採用により通常の屋内と同程度の明るさになった。これにより管制業務を行う隊員の視覚への負担が緩和された。

## 登場作品
『ガメラ3 邪神覚醒』
イリス・ガメラとF-15の交戦シーンでバッジシステムが運用される。
『機動警察パトレイバー 2 the Movie』
バッジシステムを運用する入間基地の中部航空方面隊作戦指揮所(SOC)が描写されている。